# Primærrute 44
De Primærrute 44 is een hoofdweg in Denemarken. De weg loopt van Faaborg naar Svendborg. De Primærrute 44 loopt over het eiland Funen en is ongeveer 25 kilometer lang.